# Nafpaktos
Nafpaktos (griechisch Ναύπακτος (f. sg.), deutsch häufig auch Naupaktos, italienisch Lepanto, türkisch İnebahtı) ist eine westgriechische Hafenstadt am Eingang zum Golf von Korinth. Sie ist Verwaltungssitz der 2010 aus sechs Gemeinden geschaffenen Gemeinde Nafpaktia.
Nafpaktos ist Sitz eines Metropolitanbistums der griechisch-orthodoxen Kirche. Metropolit ist derzeit der bedeutende Theologe Bischof Hierotheos Vlachos.

## Lage

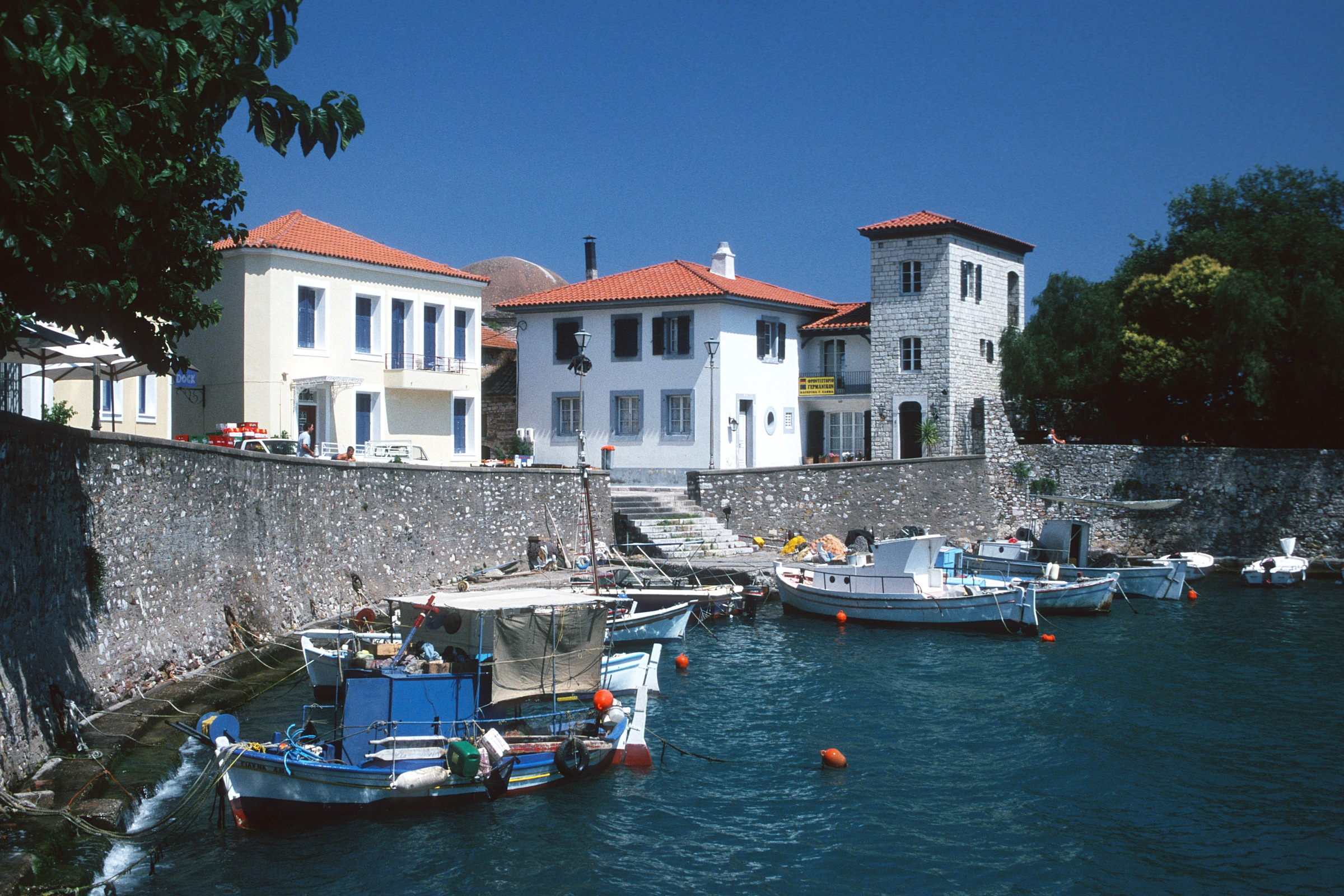
Alter Hafen in Nafpaktos

Das Stadtgebiet von Nafpaktos erstreckt sich über 16,725 km² von der Mündung des Mornos in den Golf von Korinth über die Bucht von Nafpaktos (Όρμος Ναυπάκτου Órmos Nafpaktóu) noch etwa 3 km westwärts. Es reicht nur maximal 2 km ins Hinterland.

## Geschichte

Cervantes-Denkmal

Naupaktos war einer der wichtigsten Hafenplätze der westlichen Lokris. 455 v. Chr. wurde es durch die Athener den Lokrern entrissen und mit flüchtigen Messeniern besetzt. Im Peloponnesischen Krieg war es eine Flottenstation der Athener, es wurde ihnen aber 405 v. Chr. entrissen und die Messenier wurden vertrieben. 338 v. Chr. bemächtigten sich die Ätolier der Stadt, die sie 191 v. Chr. lange, aber vergeblich gegen die Römer verteidigten. Im Jahre 217 v. Chr. wurde durch den hier geschlossenen Frieden von Naupaktos der Bundesgenossenkrieg (220–217) zwischen Philipp V. von Makedonien und seinen Bundesgenossen gegen die Aitoler und deren Verbündete beendet.
Im Mittelalter wurde die Stadt vom byzantinischen Kaiser Emanuel den Venezianern überlassen, die sie so stark befestigten, dass 1477 ein 30.000 Mann starkes osmanisches Heer nach viermonatiger Belagerung erfolglos wieder abziehen musste. Erst 1499 konnte Bayezid II. die Stadt mit einem Heer von 150.000 Mann zur Übergabe zwingen.
Bei der Seeschlacht von Lepanto am 7. Oktober 1571 besiegte die venezianisch-spanische Flotte unter Don Juan de Austria die dort stationierte Flotte der Osmanen. Es war die letzte große und äußerst blutige Galeerenschlacht im Mittelmeer, die das Ende der türkischen Vorherrschaft einleitete. Ein Denkmal am venezianischen Hafen erinnert an Miguel de Cervantes, der in dieser Schlacht seine linke Hand verlor.
Seit 1678 war Nafpaktos als Lepanto wieder venezianischer Besitz, wurde aber im Frieden von Karlowitz 1699 erneut dem Osmanischen Reich zugesprochen. Als Folge des griechischen Freiheitskampfes wurde Nafpaktos am 27. März 1829 den Griechen übergeben.
Seit der Gründung als Landgemeinde 1912 veränderte sich das Gemeindegebiet durch Gebietskorrekturen auch nach der Erhebung zur Gemeinde 1946 mehrfach. Die Stadt Nafpaktos blieb auch nach der Gebietsreform 1997 Gemeindesitz der um 13 Landgemeinden erweiterten Gemeinde Nafpaktos. im Rahmen der Verwaltungsreform 2010 wurde die Gemeinde Nafpaktos mit fünf weiteren Gemeinden zur Gemeinde Nafpaktia zusammengeschlossen. Seither hat die Stadt Nafpaktos den Status eines Stadtbezirks im gleichnamigen Gemeindebezirk und ist Verwaltungssitz der Gemeinde.

## Sehenswürdigkeiten
Sehenswert sind außer dem Hafen viele traditionelle Häuser (darunter das Haus der Familie Botsaris mit einem kleinen Museum) und die Burg oberhalb der Stadt.

## Persönlichkeiten
- Georgios Panagiotopoulos (* 1969), Sprinter